# Checkpoint Charlie
Checkpoint Charlie (angleško nadzorna točka Charlie) je bil eden najbolj znanih mejnih prehodov v času razdeljenega Berlina med letoma 1945 in 1990. Povezoval je ameriški in sovjetski sektor in je bil slovito prizorišče pobegov iz vzhodnega Berlina. Nahajal se je na Friedrichstrasse, uporabljali pa so ga lahko le vojska in veleposlaniki.
Oznaka Charlie izhaja iz NATO abecede in je bil imenovan po črkah abecede. Checkpoint Alpha je bil avtocestni prehod pri Helmstedt, Checkpoint Bravo pa avtocestni prehod pri Drelinden.
Po ponovni združitvi Berlina je bil prehod ukinjen. Poleg muzeja Haus am Checkpoint Charlie pa je eden od pomnikov krute zgodovine Berlina.
13. avgusta 2000 so na mesto postavili ponovno zgrajeno kontrolno hišico.